# NGC 7114
NGC 7114 (również Nova Cygni 1876 lub Q Cygni) – nowa klasyczna, znajdująca się w gwiazdozbiorze Łabędzia. Jej gwałtowne pojaśnienie (czyli wybuch) jako pierwszy zaobserwował Julius Schmidt 2 listopada 1876 roku, była więc jedną z najwcześniej odnotowanych nowych. Osiągnęła maksymalną jasność 3m, czyli była dobrze widoczna gołym okiem. 2 września 1877 roku obserwował ją Ralph Copeland, a 26 października 1885 J. Gerhard Lohse. Ten ostatni podejrzewał ją o posiadanie mgławicy, toteż znalazła się w New General Catalogue, choć od tamtej pory nikt żadnej mgławicy wokół tego obiektu nie widział.
Obecnie jasność tego układu kataklizmicznego wynosi ok. 14,5-15m. Odległość do NGC 7114 szacuje się na ok. 741 parseków. Okres orbitalny układu wynosi 10,08 godziny.